# NGC 4873
NGC 4873 (другие обозначения — MCG 5-31-69, ZWG 160.229, DRCG 27-155, PGC 44621) — линзообразная галактика (S0) в созвездии Волосы Вероники, на расстоянии 104.5 Мегапарсек (340.8 миллионов световых лет) от Земли. Была открыта 10 мая 1863 года Генрихом Луи д’Арре. Входит в состав скопления Волос Вероники.
Этот объект входит в число перечисленных в оригинальной редакции «Нового общего каталога».